# Бенталаа, Ясин
Ясин Бенталаа (араб. یاسین بن طلعه‎; фр. Yacine Bentalaa; 24 сентября 1955, Алжир) — алжирский футболист, выступавший на позиции вратаря за сборную Алжира и целый ряд клубов. По завершении игровой карьеры — футбольный тренер.

## Клубная карьера
Начал карьеру футболиста в команде «Салембье». В дальнейшем выступал за ряд алжирских клубов — «Хуссейн Дей», с которым стал обладателем Кубка Алжира 1978/79; «РК Куба», где выиграл чемпионат Алжира 1980/81 и стал обладателем национального суперкубка и «УСМ Алжир», с которым во второй раз стал обладателем Кубка Алжира 1987/88.
После завершения игровой карьеры в эмиратском клубе «Аль-Васл», продолжил работать в этом же клубе на должности тренера вратарей.

## Карьера в сборной
В составе национальной сборной Алжира был участником чемпионата мира 1982 года в Испании, однако основным игроком не являлся и на поле не выходил.

## Достижения
- Чемпион Алжира: 1980, 1981
- Обладатель Кубка Алжира: 1978/79, 1987/88
- Обладатель Суперкубка Алжира: 1981